# Olympische Sommerspiele 1980/Kanu – Einer-Kajak 500 m (Frauen)
Die Wettkämpfe im Einer-Kajak über 500 m bei den Olympischen Sommerspielen 1980 wurden vom 30. Juli bis 1. August auf dem Ruderkanal Krylatskoje ausgetragen.
Es wurden zwei Vorläufe, ein Halbfinale und ein Finale ausgetragen.
Olympiasiegerin wurde Birgit Fischer aus der DDR, die hier ihren ersten von insgesamt 8 Olympiasiegen holte.

## Ergebnisse

### Vorläufe
Die jeweils ersten drei Boote qualifizierten sich direkt für das Finale, die restlichen Boote für das Halbfinale.

#### Vorlauf 1
| Rang | Athletin            | Nation         | Zeit        |
| ---- | ------------------- | -------------- | ----------- |
| 1    | Birgit Fischer      | DDR            | 1:56,92 min |
| 2    | Wanja Geschewa      | Bulgarien      | 1:58,40 min |
| 3    | Antanina Melnikawa  | Sowjetunion    | 1:58,74 min |
| 4    | Katalin Povázsán    | Ungarn         | 2:01,21 min |
| 5    | Lucy Perrett        | Großbritannien | 2:03,09 min |
| —    | Elisabetta Introini | Italien        | DNS         |
| —    | Ineke Bakker        | Niederlande    | DNS         |

#### Vorlauf 2
| Rang | Athletin          | Nation           | Zeit        |
| ---- | ----------------- | ---------------- | ----------- |
| 1    | Ewa Eichler       | Polen            | 1:59,75 min |
| 2    | Maria Ștefan      | Rumänien         | 1:59,94 min |
| 3    | Béatrice Knopf    | Frankreich       | 2:00,59 min |
| 4    | Agneta Andersson  | Schweden         | 2:01,00 min |
| 5    | Marleen Kuppens   | Belgien          | 2:05,61 min |
| 6    | Jana Polakovičová | Tschechoslowakei | 2:07,68 min |

### Halbfinallauf
Die ersten drei Boote des Halbfinals erreichten das Finale.
| Rang | Athletin          | Nation           | Zeit        |
| ---- | ----------------- | ---------------- | ----------- |
| 1    | Katalin Povázsán  | Ungarn           | 2:02,66 min |
| 2    | Lucy Perrett      | Großbritannien   | 2:03,73 min |
| 3    | Agneta Andersson  | Schweden         | 2:04,39 min |
| 4    | Marleen Kuppens   | Belgien          | 2:04,86 min |
| 5    | Jana Polakovičová | Tschechoslowakei | 2:08,99 min |

### Finale
| Rang | Athletin           | Nation         | Zeit        |
| ---- | ------------------ | -------------- | ----------- |
| 1    | Birgit Fischer     | DDR            | 1:57,96 min |
| 2    | Wanja Geschewa     | Bulgarien      | 1:59,48 min |
| 3    | Antanina Melnikawa | Sowjetunion    | 1:59,66 min |
| 4    | Maria Ștefan       | Rumänien       | 2:00,90 min |
| 5    | Ewa Eichler        | Polen          | 2:01,23 min |
| 6    | Agneta Andersson   | Schweden       | 2:01,33 min |
| 7    | Katalin Povázsán   | Ungarn         | 2:01,52 min |
| 8    | Béatrice Knopf     | Frankreich     | 2:02,91 min |
| 9    | Lucy Perrett       | Großbritannien | 2:04,89 min |

## Weblink
- Ergebnisse